# 흥인지문공원
흥인지문공원(興仁之門公園)은 서울특별시 종로구 종로6가에 위치한 공원이다. 한양도성에 인접한 이화여자대학교 동대문병원과 인근 지역을 철거한 후 공원으로 조성하였다.

## 연혁
- 2008년 6월 15일: 개장 계획 발표[1]
- 2010년 5월 4일: 동대문성곽공원(東大門城郭公園) 임시 개장[2]
- 2014년 12월 29일: 완공[3]
- 2018년 6월 14일: 흥인지문공원(興仁之門公園)으로 명칭 변경[4]

## 시설
- 한양도성
- 디자인지원센터 (옛 서울디자인연구소)
  - 한양도성박물관
- 전통 정자[5]
- 잔디마당[5]
- 도시갤러리 아트윈도우[6]

## 논란
공원을 조성하는 과정에서 동대문교회를 부지로 편입하는 것이 정당한지에 관한 논란이 있었다. 2009년 8월 서울행정법원 행정3부(부장 김종필)는 동대문성곽공원 조성을 포함하는 서울특별시의 도시관리계획이 정당하다고 판결하였다.

## 사진

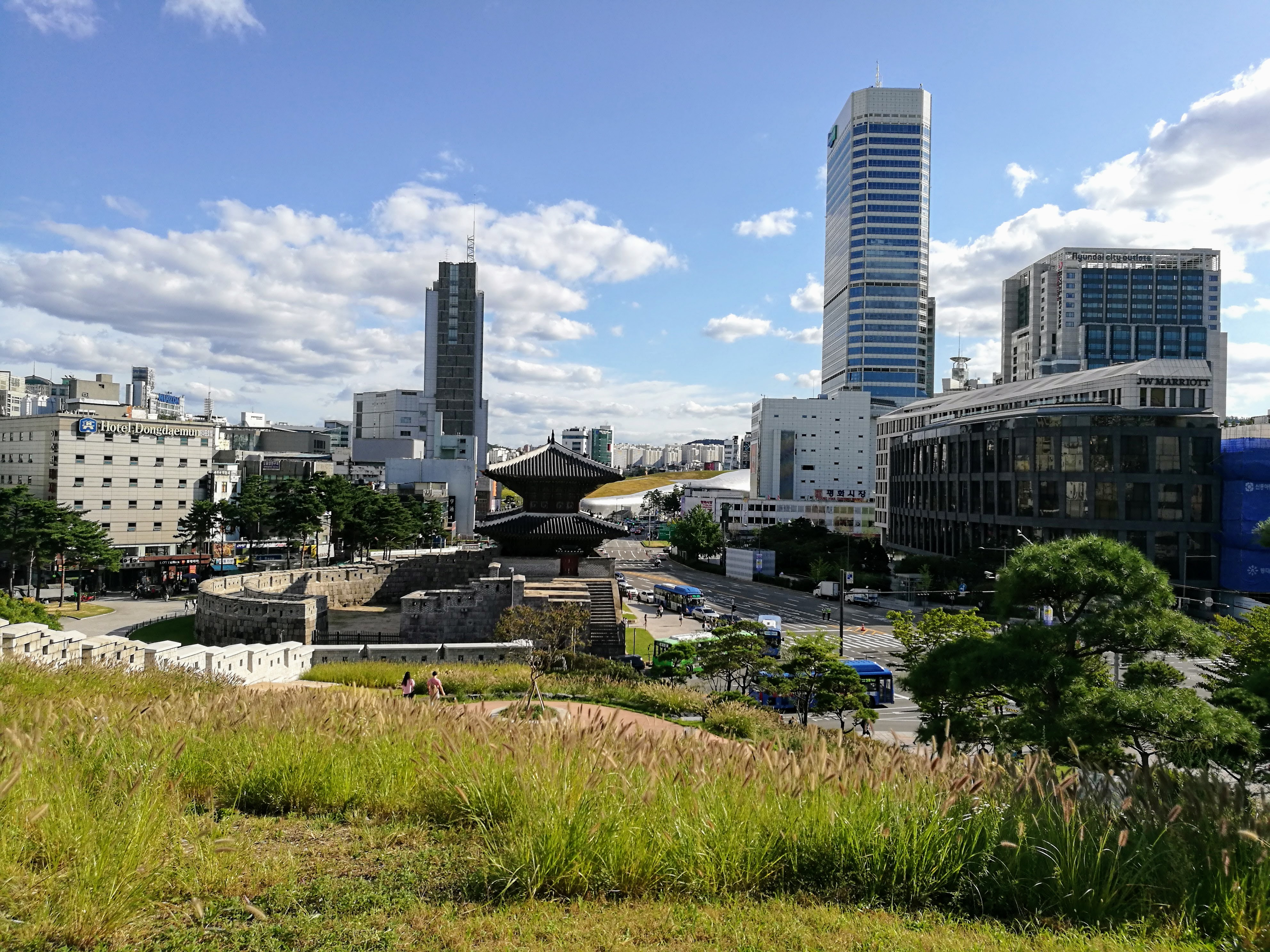
공원 위쪽에서 바라본 흥인지문
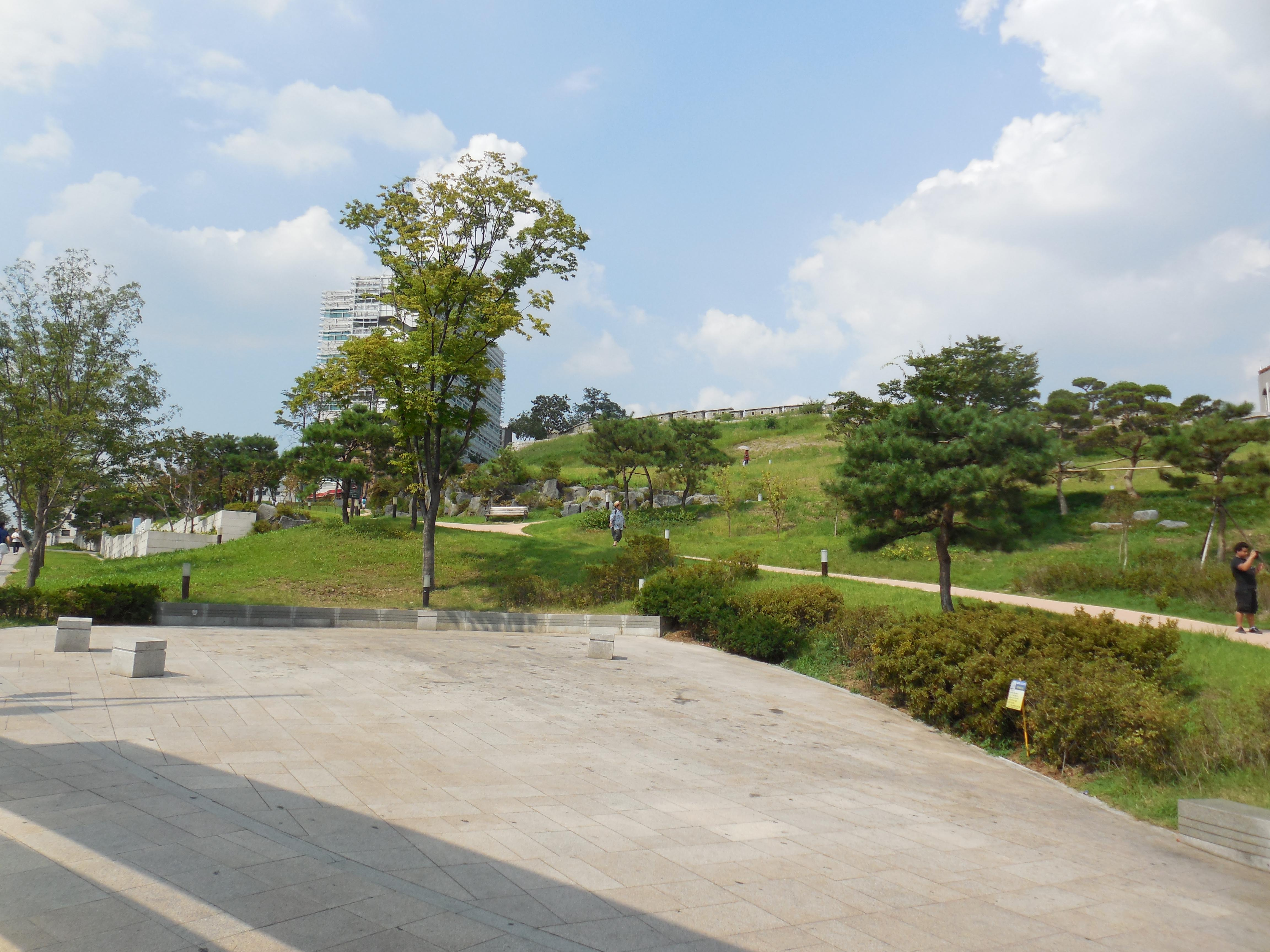
입구 (2015년)